# Mas-Grenier
Pour les articles homonymes, voir Grenier (homonymie) et Mas.
Mas-Grenier (occitan : Le Mas Granièr) est une commune française située dans le sud du département de Tarn-et-Garonne, en région Occitanie.
Sur le plan historique et culturel, la commune est dans le pays de Rivière-Verdun, un petit pays d'élection de l'est de la Gascogne, à l'écart des grandes voies de communication, et s'étageant sur les terrasses de la rive gauche de la Garonne, entre la vallée de la Save et la Lomagne, et se prolongeant en Gascogne toulousaine.
Exposée à un climat océanique altéré, elle est drainée par la Garonne, le Lambon, le ruisseau de Saint-Jean et par divers autres petits cours d'eau. La commune possède un patrimoine naturel remarquable : deux sites Natura 2000 (« Garonne, Ariège, Hers, Salat, Pique et Neste » et la « vallée de la Garonne de Muret à Moissac »), trois espaces protégés (le « cours de la Garonne, de l'Aveyron, du Viaur et du Tarn », les « îles de Saint-Cassian » et les « îles de Verdun-Pescay ») et deux zones naturelles d'intérêt écologique, faunistique et floristique.
Mas-Grenier est une commune rurale qui compte 1 303 habitants en 2022.  Elle fait partie de l'aire d'attraction de Toulouse. Ses habitants sont appelés les Maséens ou  Maséennes.

## Géographie

### Localisation
Commune située en Lomagne dans la vallée de la Garonne, entre Grisolles et Castelsarrasin.

### Communes limitrophes
Les communes limitrophes sont  Bourret, Finhan, Monbéqui, Montech, Saint-Sardos et Verdun-sur-Garonne.
| Bourret      | Montech            | Finhan   |
| Saint-Sardos | Mas-Grenier        | Monbéqui |
|              | Verdun-sur-Garonne |          |

#### Stations de pompage (Garonne)
Deux stations de pompage sont en fonctionnement sur la commune, une permet l'alimentation en eau courante des habitations qui est gérée par Veolia et l'autre permet une alimentation destinée à l'irrigation et est gérée par la Compagnie d'aménagement des coteaux de Gascogne. Cette dernière est alimentée par un canal reliant la Garonne à la pompe situé dans la zone de l'Îlot de Saint Cassian.

#### Îlot de Saint-Cassian

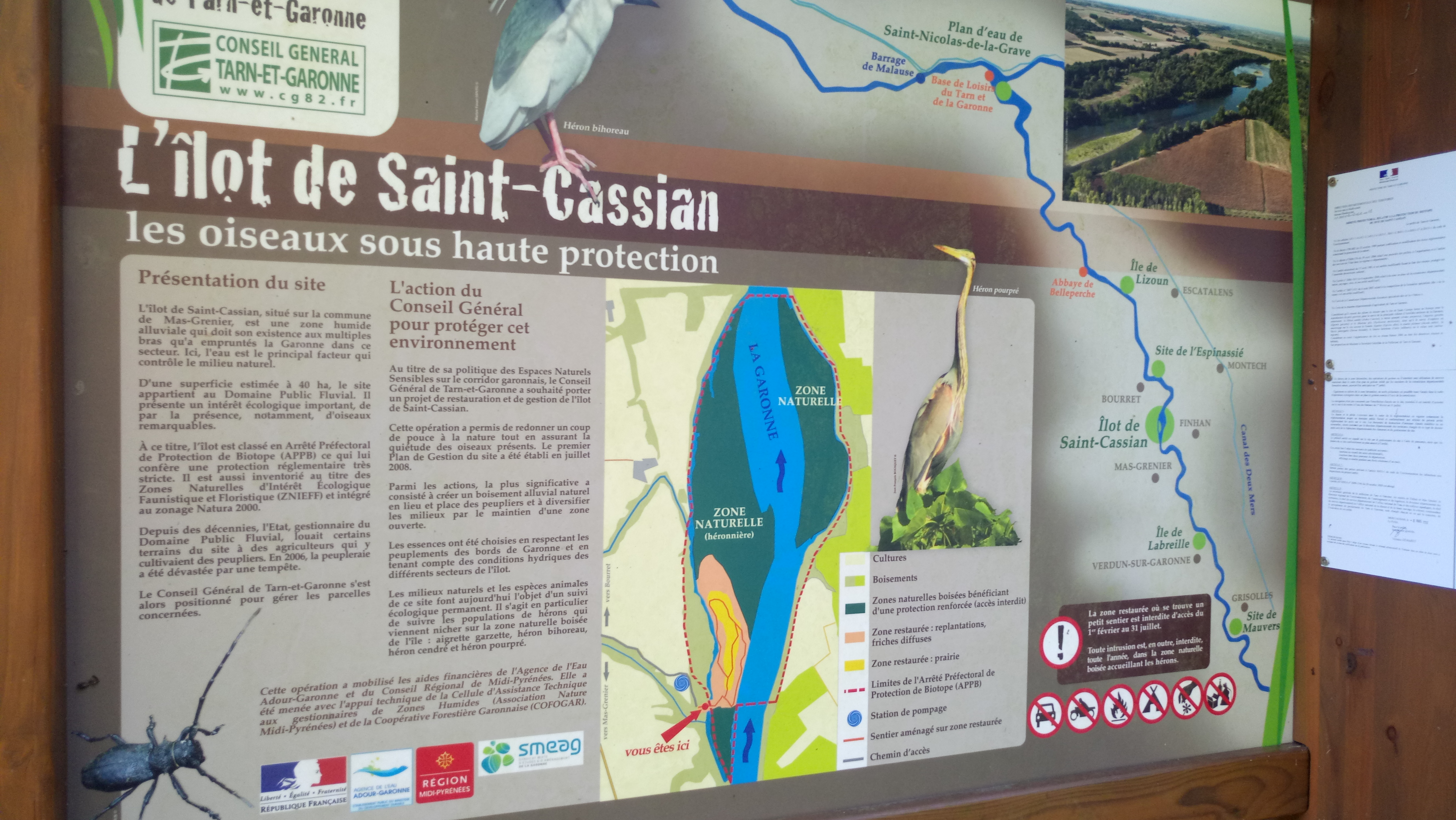
Panneau sur le site de l'Îlot de Saint-Cassian

L'Îlot de Saint-Cassian est le premier site de Garonne où le Conseil départemental de Tarn-et-Garonne a décidé d’intervenir dans le cadre de sa politique des Espaces Naturels Sensibles sur le corridor garonnais.

### Hydrographie

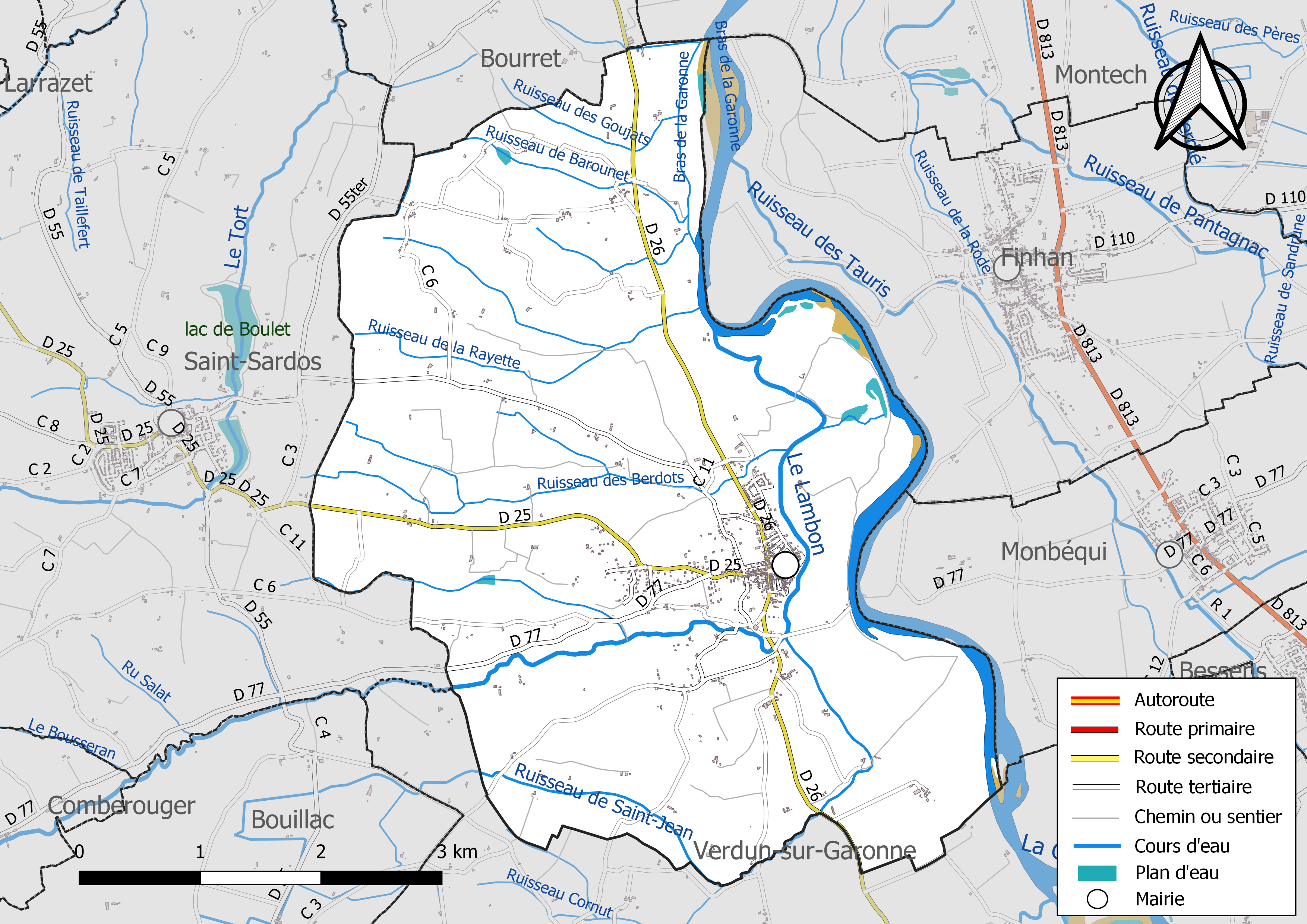
Réseaux hydrographique et routier de Mas-Grenier.

La commune est dans le bassin versant de la Garonne, au sein du bassin hydrographique Adour-Garonne. Elle est drainée par la Garonne, le Lambon, le ruisseau de Saint-Jean, un bras de la Garonne, un bras de la Garonne, le ruisseau de Barounet, le ruisseau de la Rayette, le ruisseau des Berdots, le ruisseau des Goujats et par divers petits cours d'eau, constituant un réseau hydrographique de 41 km de longueur totale,.
La Garonne est un fleuve principalement français prenant sa source en Espagne et qui coule sur 529 km avant de se jeter dans l’océan Atlantique.
Le Lambon, d'une longueur totale de 25,8 km, prend sa source dans la commune de Brignemont et s'écoule du sud-ouest vers le nord-ouest. Il traverse la commune et se jette dans la Garonnesur le territoire communalMas-Grenier, après avoir traversé 9 communes.

### Climat
Pour des articles plus généraux, voir Climat de l'Occitanie et Climat de Tarn-et-Garonne.
En 2010, le climat de la commune est de type climat du Bassin du Sud-Ouest, selon une étude du Centre national de la recherche scientifique s'appuyant sur une série de données couvrant la période 1971-2000. En 2020, Météo-France publie une typologie des climats de la France métropolitaine dans laquelle la commune est exposée à un climat océanique altéré et est dans la région climatique Aquitaine, Gascogne, caractérisée par une pluviométrie abondante au printemps, modérée en automne, un faible ensoleillement au printemps, un été chaud (19,5 °C), des vents faibles, des brouillards fréquents en automne et en hiver et des orages fréquents en été (15 à 20 jours).
Pour la période 1971-2000, la température annuelle moyenne est de 13,1 °C, avec une amplitude thermique annuelle de 15,7 °C. Le cumul annuel moyen de précipitations est de 723 mm, avec 9,6 jours de précipitations en janvier et 5,8 jours en juillet. Pour la période 1991-2020, la température moyenne annuelle observée sur la station météorologique de Météo-France la plus proche, « Savenès_man », sur la commune de Savenès à 7 km à vol d'oiseau, est de 13,3 °C et le cumul annuel moyen de précipitations est de 705,4 mm. 
La température maximale relevée sur cette station est de 41 °C, atteinte le 27 juin 2019 ; la température minimale est de −14,5 °C, atteinte le 9 février 2012,,.
Les paramètres climatiques de la commune ont été estimés pour le milieu du siècle (2041-2070) selon différents scénarios d'émission de gaz à effet de serre à partir des nouvelles projections climatiques de référence DRIAS-2020. Ils sont consultables sur un site dédié publié par Météo-France en novembre 2022.

### Milieux naturels et biodiversité

#### Espaces protégés
La protection réglementaire est le mode d’intervention le plus fort pour préserver des espaces naturels remarquables et leur biodiversité associée,.
Trois espaces protégés sont présents sur la commune : 
- le « cours de la Garonne, de l'Aveyron, du Viaur et du Tarn », objet d'un arrêté de protection de biotope, d'une superficie de 1 262,3 ha[16] ;
- les « îles de Saint-Cassian », objet d'un arrêté de protection de biotope, d'une superficie de 72,1 ha[17] ;
- les « îles de Verdun-Pescay », objet d'un arrêté de protection de biotope, d'une superficie de 13,2 ha[18].

#### Réseau Natura 2000

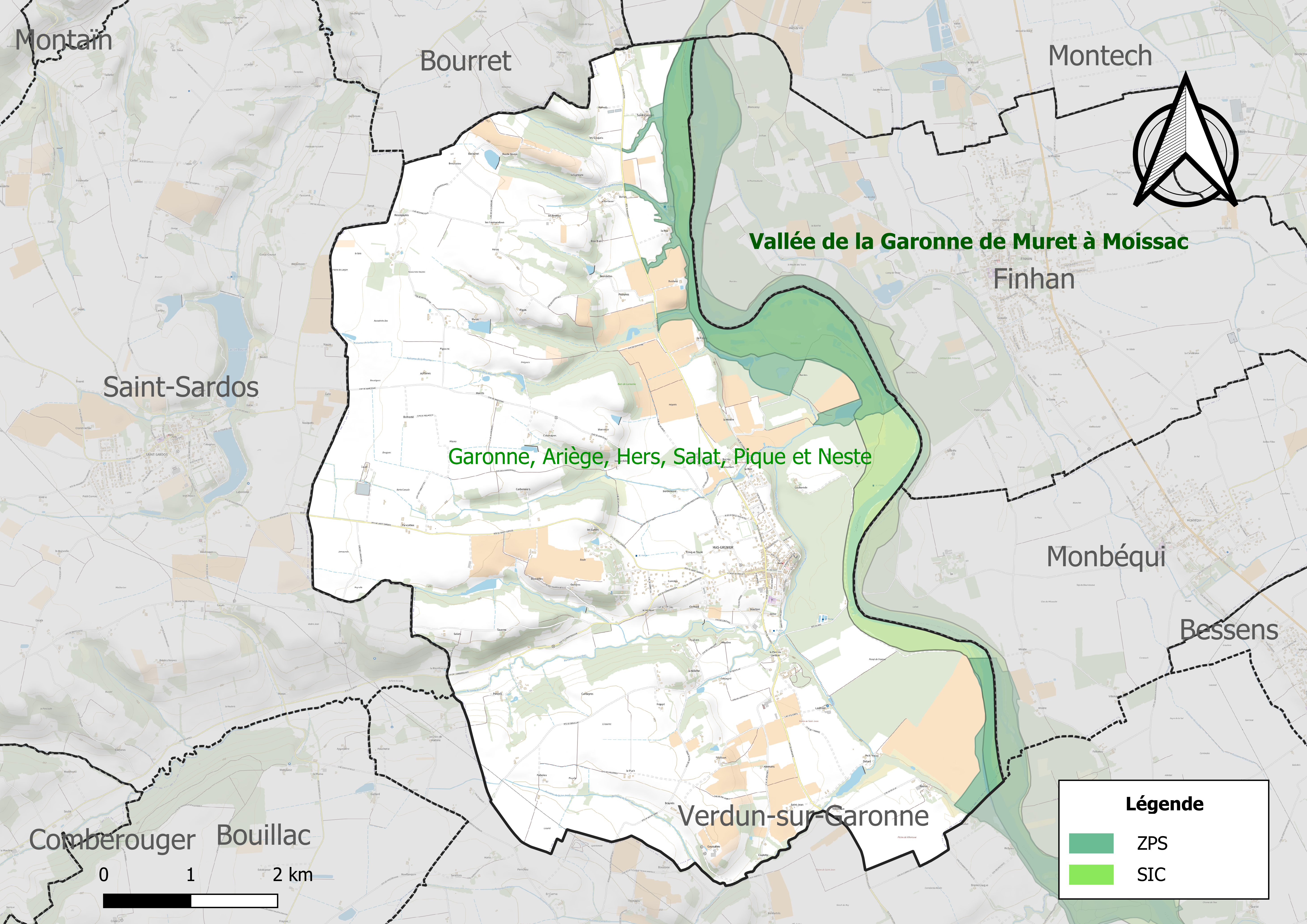
Site Natura 2000 sur le territoire communal.

Le réseau Natura 2000 est un réseau écologique européen de sites naturels d'intérêt écologique élaboré à partir des directives habitats et oiseaux, constitué de zones spéciales de conservation (ZSC) et de zones de protection spéciale (ZPS).
Un site Natura 2000 a été défini sur la commune au titre de la directive habitats :
- « Garonne, Ariège, Hers, Salat, Pique et Neste », d'une superficie de 9 581 ha, un réseau hydrographique pour les poissons migrateurs, avec des zones de frayères actives et potentielles importantes pour le Saumon en particulier qui fait l'objet d'alevinages réguliers et dont des adultes atteignent déjà Foix sur l'Ariège[21]

et un au titre de la directive oiseaux : 
- la « vallée de la Garonne de Muret à Moissac », d'une superficie de 4 493 ha, hébergeant une avifaune bien représentée en diversité, mais en effectifs limités (en particulier, baisse des populations de plusieurs espèces de hérons). Sept espèces de hérons y nichent, dont le héron pourpré, ainsi que le Milan noir (avec des effectifs importants), l'Aigle botté, le Petit gravelot, la Mouette mélanocéphale, la Sterne pierregarin et le Martin-pêcheur[22].

#### Zones naturelles d'intérêt écologique, faunistique et floristique
L’inventaire des zones naturelles d'intérêt écologique, faunistique et floristique (ZNIEFF) a pour objectif de réaliser une couverture des zones les plus intéressantes sur le plan écologique, essentiellement dans la perspective d’améliorer la connaissance du patrimoine naturel national et de fournir aux différents décideurs un outil d’aide à la prise en compte de l’environnement dans l’aménagement du territoire.
Une ZNIEFF de type 1 est recensée sur la commune :
« la Garonne de Montréjeau jusqu'à Lamagistère » (5 075 ha), couvrant 92 communes dont 63 dans la Haute-Garonne, trois en Lot-et-Garonne et 26 en Tarn-et-Garonne et une ZNIEFF de type 2, : 
« la Garonne et milieux riverains, en aval de Montréjeau » (6 874 ha), couvrant 93 communes dont 64 dans la Haute-Garonne, trois dans le Lot-et-Garonne et 26 dans le Tarn-et-Garonne.

Carte des ZNIEFF de type 1 et 2 à Mas-Grenier.
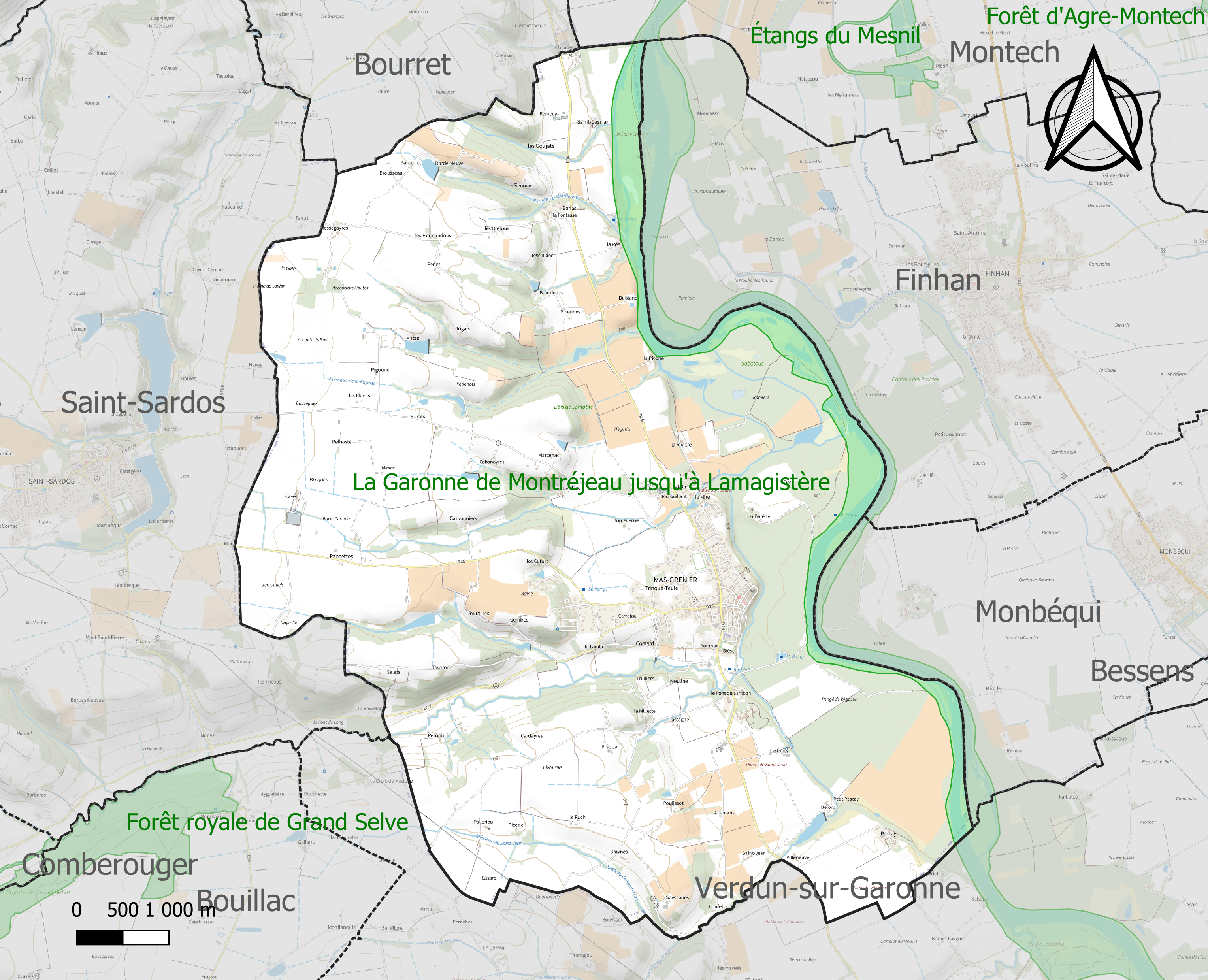
Carte de la ZNIEFF de type 1 sur la commune.
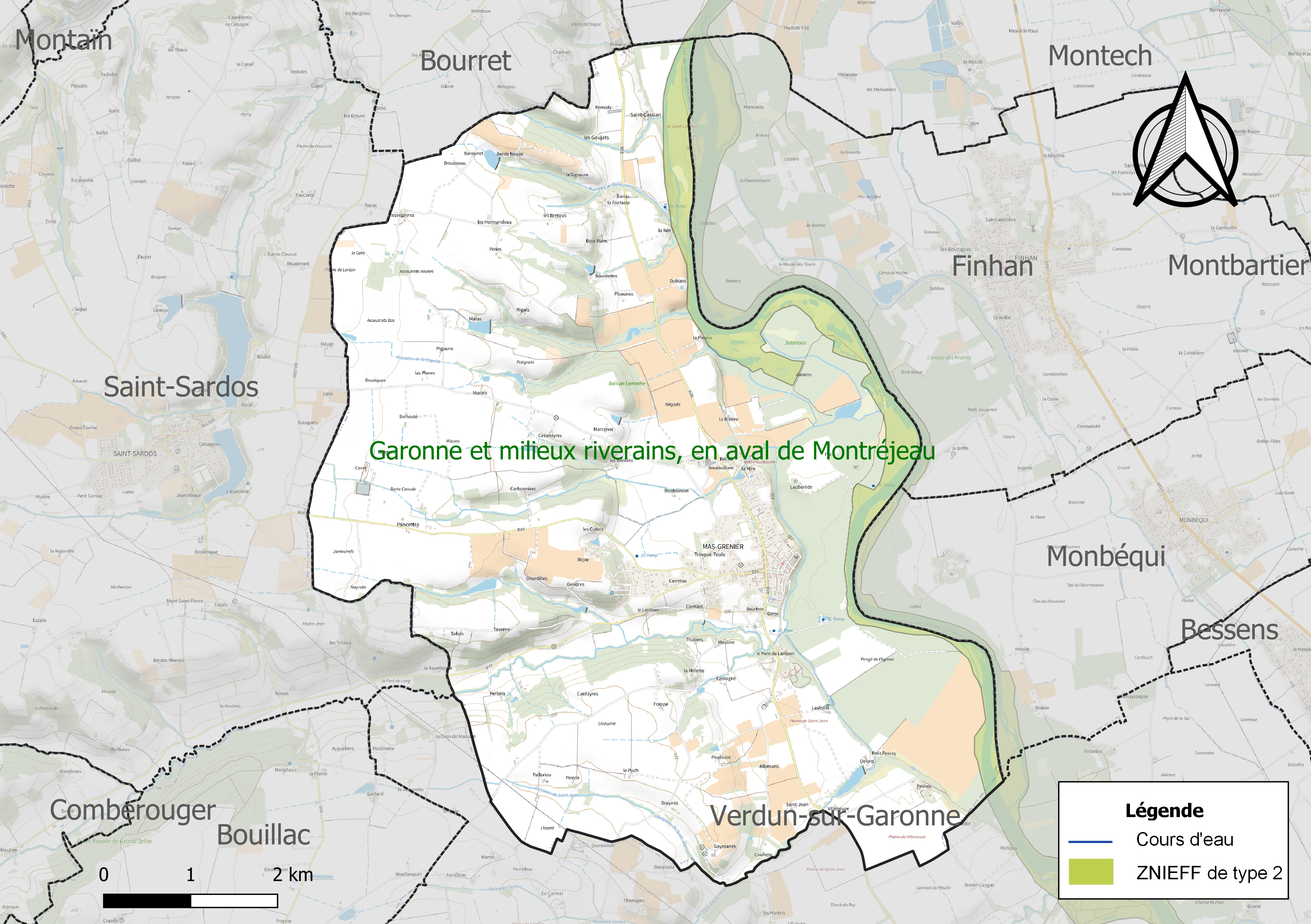
Carte de la ZNIEFF de type 2 sur la commune.

## Urbanisme

### Typologie
Au 1er janvier 2024, Mas-Grenier est catégorisée bourg rural, selon la nouvelle grille communale de densité à sept niveaux définie par l'Insee en 2022.
Elle est située hors unité urbaine. Par ailleurs la commune fait partie de l'aire d'attraction de Toulouse, dont elle est une commune de la couronne,. Cette aire, qui regroupe 527 communes, est catégorisée dans les aires de 700 000 habitants ou plus (hors Paris),.

### Occupation des sols
L'occupation des sols de la commune, telle qu'elle ressort de la base de données européenne d’occupation biophysique des sols Corine Land Cover (CLC), est marquée par l'importance des territoires agricoles (84,5 % en 2018), en augmentation par rapport à 1990 (71,7 %). La répartition détaillée en 2018 est la suivante : 
terres arables (72,1 %), forêts (9,9 %), cultures permanentes (6,5 %), zones agricoles hétérogènes (5,9 %), eaux continentales (2,9 %), zones urbanisées (2,7 %). L'évolution de l’occupation des sols de la commune et de ses infrastructures peut être observée sur les différentes représentations cartographiques du territoire : la carte de Cassini (XVIIIe siècle), la carte d'état-major (1820-1866) et les cartes ou photos aériennes de l'IGN pour la période actuelle (1950 à aujourd'hui).

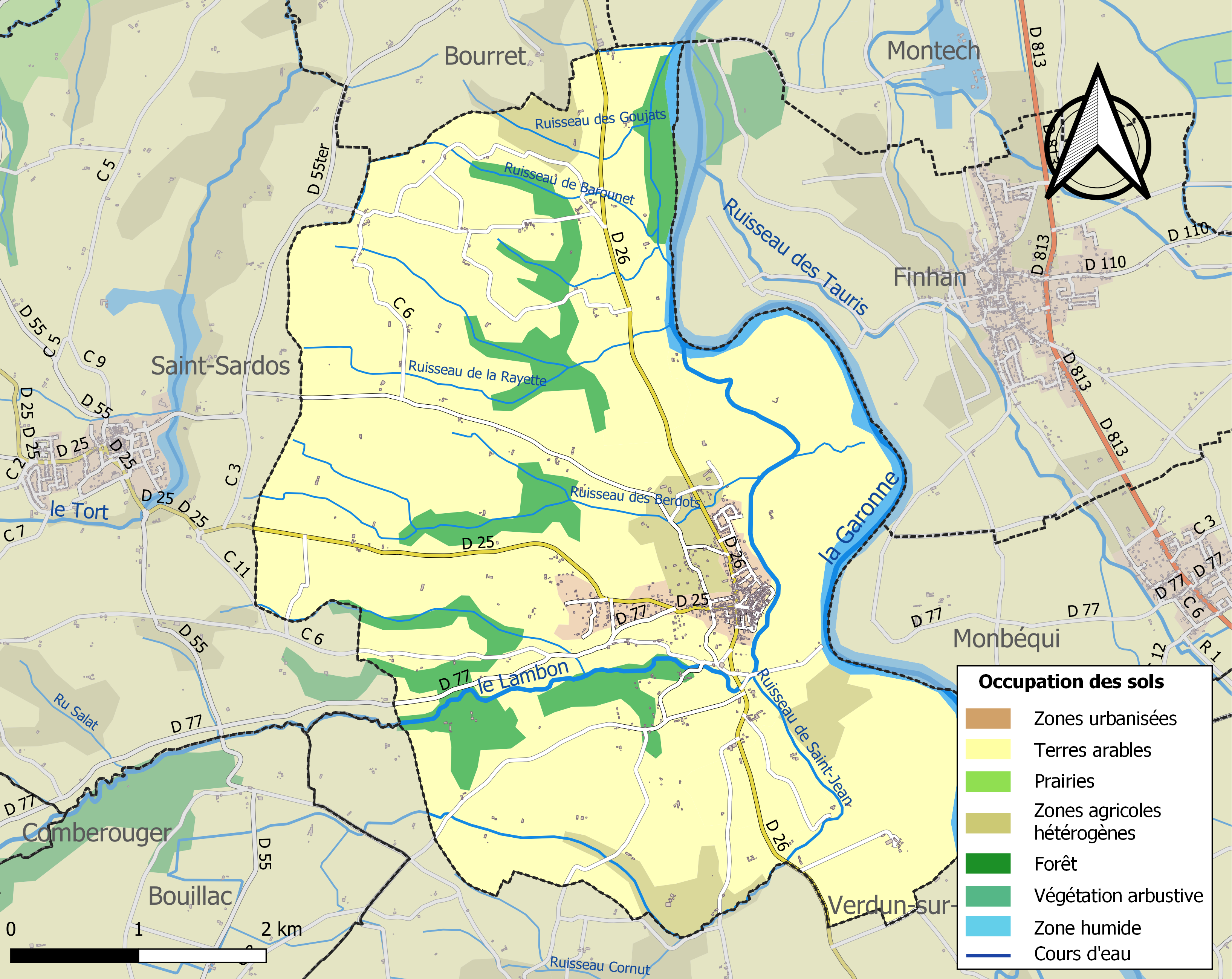
Carte des infrastructures et de l'occupation des sols de la commune en 2018 (CLC).

### Voies de communication et transports
La ligne 849 du réseau liO relie la commune à la gare de Dieupentale, en correspondance avec des TER Occitanie vers Toulouse et Montauban.
Trois routes départementales desservent aussi Mas-Grenier.

### Risques majeurs
Le territoire de la commune de Mas-Grenier est vulnérable à différents aléas naturels : météorologiques (tempête, orage, neige, grand froid, canicule ou sécheresse), inondations, mouvements de terrains et séisme (sismicité très faible). Il est également exposé à un risque technologique,  le transport de matières dangereuses. Un site publié par le BRGM permet d'évaluer simplement et rapidement les risques d'un bien localisé soit par son adresse soit par le numéro de sa parcelle.

#### Risques naturels
Certaines parties du territoire communal sont susceptibles d’être affectées par le risque d’inondation par débordement de cours d'eau, notamment la Garonne et le Lambon. La cartographie des zones inondables en ex-Midi-Pyrénées réalisée dans le cadre du XIe Contrat de plan État-région, visant à informer les citoyens et les décideurs sur le risque d’inondation, est accessible sur le site de la DREAL Occitanie. La commune a été reconnue en état de catastrophe naturelle au titre des dommages causés par les inondations et coulées de boue survenues en 1982, 1993, 1996, 1999, 2003, 2006, 2014 et 2015,.
Mas-Grenier est exposée au risque de feu de forêt. Le département de Tarn-et-Garonne présentant toutefois globalement un niveau d’aléa moyen à faible très localisé, aucun Plan départemental de protection des forêts contre les risques d’incendie de forêt (PFCIF) n'a été élaboré. Le débroussaillement aux abords des maisons constitue l’une des meilleures protections pour les particuliers contre le feu,.

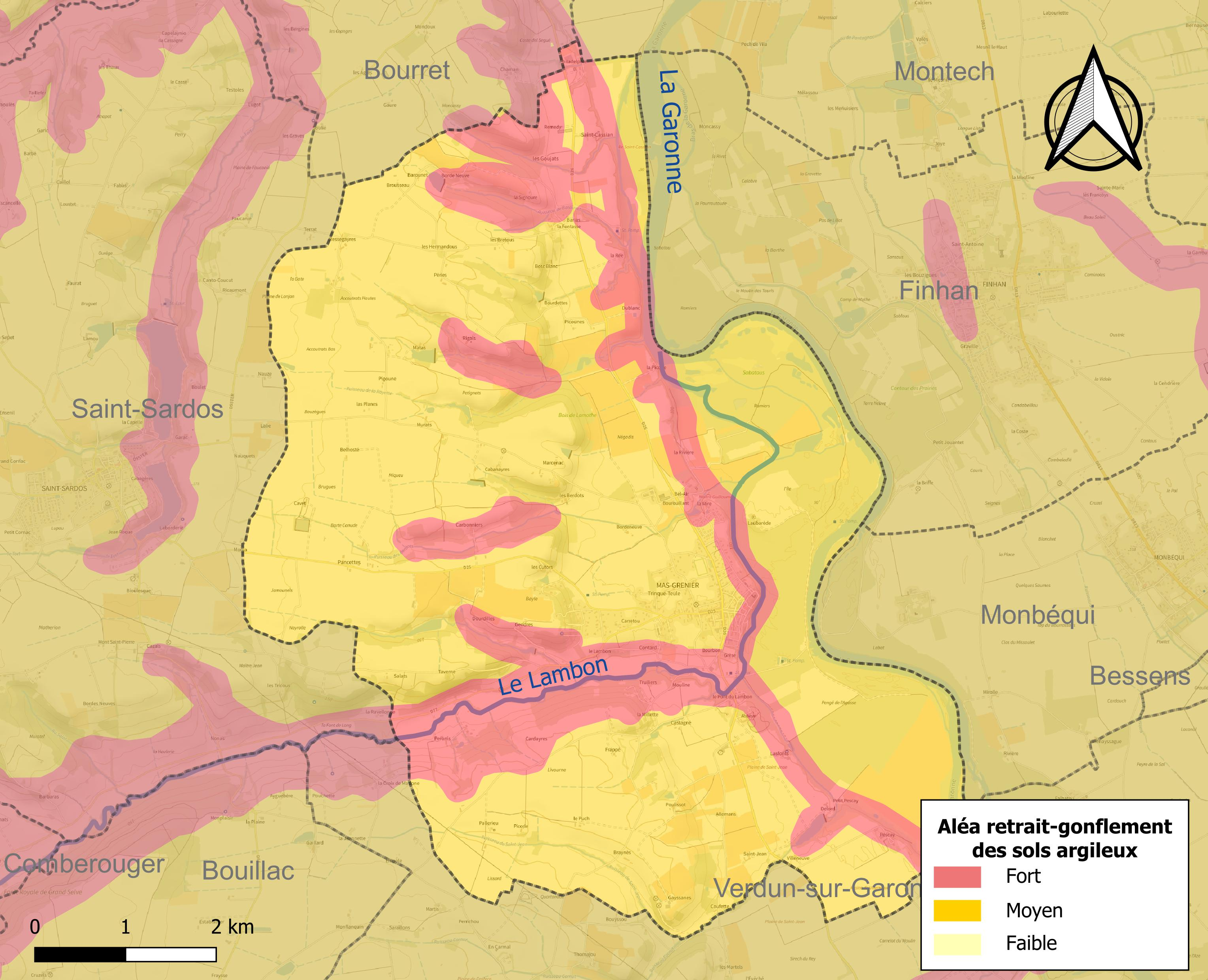
Carte des zones d'aléa retrait-gonflement des sols argileux de Mas-Grenier.

Les mouvements de terrains susceptibles de se produire sur la commune sont des tassements différentiels.
Le retrait-gonflement des sols argileux est susceptible d'engendrer des dommages importants aux bâtiments en cas d’alternance de périodes de sécheresse et de pluie. La totalité de la commune est en aléa moyen ou fort (92 % au niveau départemental et 48,5 % au niveau national). Sur les 565 bâtiments dénombrés sur la commune en 2019, 565 sont en aléa moyen ou fort, soit 100 %, à comparer aux 96 % au niveau départemental et 54 % au niveau national. Une cartographie de l'exposition du territoire national au retrait gonflement des sols argileux est disponible sur le site du BRGM,.
Par ailleurs, afin de mieux appréhender le risque d’affaissement de terrain, l'inventaire national des cavités souterraines permet de localiser celles situées sur la commune.
Concernant les mouvements de terrains, la commune a été reconnue en état de catastrophe naturelle au titre des dommages causés par la sécheresse en 1989, 1991, 1997, 1998, 1999, 2002, 2003, 2008 et 2017, par des mouvements de terrain en 1999, par des glissements de terrain en 1994 et par des glissements et éboulements rocheux en 1994.

#### Risques technologiques
Le risque de transport de matières dangereuses sur la commune est lié à sa traversée par des infrastructures routières ou ferroviaires importantes ou la présence d'une canalisation de transport d'hydrocarbures. Un accident se produisant sur de telles infrastructures est susceptible d’avoir des effets graves sur les biens, les personnes ou l'environnement, selon la nature du matériau transporté. Des dispositions d’urbanisme peuvent être préconisées en conséquence.

## Histoire

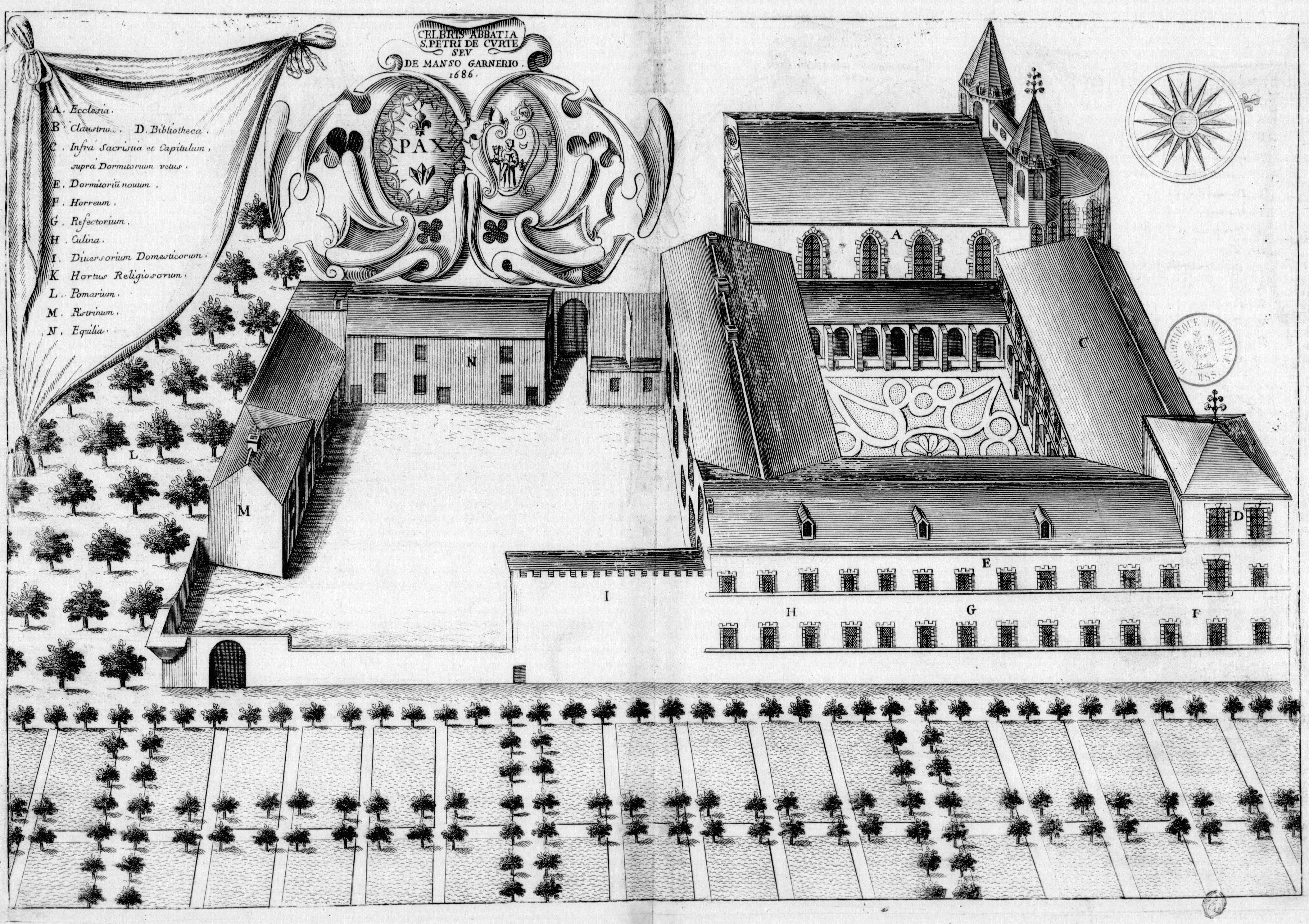
Abbaye Saint-Pierre

L'abbaye Saint-Pierre de la Court, du Mas-Garnier ou Mas de Verdun (anciens noms de Mas-Grenier) est une abbaye bénédictine fondé vers 940 par Amélie, vicomtesse de Toulouse. Elle est dévastée en 1355 par le prince Noir. Les protestants prennent le village en mars 1574. Henri III l'accorde aux protestants comme place de sûreté en 1576. Le culte catholique y est rétabli en 1600. Elle est reconstruite au XVIIe siècle et devient membre de la Congrégation de Saint-Maur en 1645 : Jean de Bertier, né à Toulouse en 1556, originaire d'une puissante famille parlementaire, chanoine et archidiacre de Toulouse, fut abbé commendataire de Saint-Pierre de Mas-Garnier, Saint-Sever de Rustan, Saint-Vincent de Senlis et de l'abbaye Notre-Dame de Lieu-Restauré, aussi évêque de Rieux entre 1602 et sa mort survenue en 1620. Il est attesté comme prieur de Saint-Tutuarn en 1605. L'abbaye est vendue comme bien national pendant la Révolution. La vie monastique y a été restaurée entre 1921 et 2013 par les Bénédictines du Saint-Sacrement.
Mas-Grenier fut une place de sûreté protestante à partir de 1576. Elle est supprimée en 1621.

## Politique et administration
Le nombre d'habitants au recensement de 2011 étant compris entre 500 et 1 499 habitants, le nombre de membres du conseil municipal pour l'élection de 2014 est de quinze,.

### Liste des maires
| Période                                  | Période     | Identité             | Étiquette | Qualité                                                                        |
| ---------------------------------------- | ----------- | -------------------- | --------- | ------------------------------------------------------------------------------ |
| 1919                                     | 1945        | Ferdinand Augé       |           |                                                                                |
| 1945                                     | 1945        | Pierre Raspide       |           |                                                                                |
| 1945                                     | 1947        | Ferdinand Augé       |           |                                                                                |
| 1947                                     | 1977        | Marius Coureau       |           |                                                                                |
| 1977                                     | 1995        | Gilbert Delord       |           |                                                                                |
| 1995                                     | 2001        | Angèle Perri         |           |                                                                                |
| mars 2001                                | 24 mai 2020 | Jean-Claude Toulouse | DVG       | Ancien vice-président de la Communauté de communes Pays de Garonne et Gascogne |
| 24 mai 2020                              | En cours    | Bernadette Prouet    | DVG       | Suppléante au Conseil départemental                                            |
| Les données manquantes sont à compléter. |             |                      |           |                                                                                |

### Rattachements administratifs et électoraux
La commune fait partie de la deuxième circonscription de Tarn-et-Garonne de la communauté de communes Grand Sud Tarn-et-Garonne et du canton de Verdun-sur-Garonne. Avant le 1er janvier 2017 elle faisait partie de la communauté de communes Garonne et Gascogne.

## Population et société

### Démographie
L'évolution du nombre d'habitants est connue à travers les recensements de la population effectués dans la commune depuis 1793. Pour les communes de moins de 10 000 habitants, une enquête de recensement portant sur toute la population est réalisée tous les cinq ans, les populations de référence des années intermédiaires étant quant à elles estimées par interpolation ou extrapolation. Pour la commune, le premier recensement exhaustif entrant dans le cadre du nouveau dispositif a été réalisé en 2007.

En 2022, la commune comptait 1 303 habitants, en évolution de −2,54 % par rapport à 2016 (Tarn-et-Garonne : +3,12 %, France hors Mayotte : +2,11 %).
| 1793  | 1800  | 1806  | 1821  | 1831  | 1836  | 1841  | 1846  | 1851  |
| ----- | ----- | ----- | ----- | ----- | ----- | ----- | ----- | ----- |
| 1 280 | 1 257 | 1 350 | 1 457 | 1 548 | 1 619 | 1 561 | 1 561 | 1 528 |

| 1856  | 1861  | 1866  | 1872  | 1876  | 1881  | 1886  | 1891  | 1896  |
| ----- | ----- | ----- | ----- | ----- | ----- | ----- | ----- | ----- |
| 1 531 | 1 551 | 1 467 | 1 347 | 1 325 | 1 282 | 1 309 | 1 303 | 1 288 |

| 1901  | 1906  | 1911  | 1921  | 1926  | 1931  | 1936 | 1946 | 1954 |
| ----- | ----- | ----- | ----- | ----- | ----- | ---- | ---- | ---- |
| 1 241 | 1 224 | 1 173 | 1 011 | 1 025 | 1 013 | 974  | 952  | 966  |

| 1962 | 1968 | 1975 | 1982 | 1990 | 1999 | 2006  | 2007  | 2012  |
| ---- | ---- | ---- | ---- | ---- | ---- | ----- | ----- | ----- |
| 868  | 881  | 855  | 815  | 837  | 931  | 1 027 | 1 040 | 1 259 |

| 2017  | 2022  | - | - | - | - | - | - | - |
| ----- | ----- | - | - | - | - | - | - | - |
| 1 322 | 1 303 | - | - | - | - | - | - | - |

### Enseignement
Mas-Grenier fait partie de l'académie de Toulouse et possède une école maternelle et primaire avec tous les niveaux.

### Santé
Une pharmacie, médecin.

### Culture et festivité
Une école de musique de la MJC de Verdun-sur-Garonne est située sur la commune. Les lacs et la Base de loisirs de Saint-Sardos (le lac principal incluant la base de loisirs voit son accès payant lors des vacances d'été) sont à quelques kilomètres de la commune.

### Sports
- Football : AS Mas-Grenier, créée en 1965 et fusionnée en 2023 dans l'entente Garonne-Gascogne, évoluait lors de sa dernière saison en Régional 3 (équipe 1) et Départemental 1 (équipe 2). Lors de cette dernière saison, le club termine premier de sa poule et obtient une accession en Régional 2 dont a bénéficié la nouvelle entente. L’équipe 2 remporte la Coupe du Tarn-et-Garonne en 2018.
- Pétanque : Pétanque Maséenne qui participe aux compétitions officielles.
- Arts martiaux et sports de combat (Ju Jutsu traditionnel Maséèn (JJTM)).

### Écologie et recyclage
La collecte et le traitement des déchets des ménages et des déchets assimilés ainsi que la protection et la mise en valeur de l'environnement se font par la communauté de communes Grand Sud Tarn-et-Garonne (anciennement par le SIEEOM de Grisolles-Verdun jusqu'au 1er janvier 2017)

## Économie

### Revenus
En 2018, la commune compte 506 ménages fiscaux, regroupant 1 288 personnes. La médiane du revenu disponible par unité de consommation est de 20 740 € (20 140 € dans le département).

### Emploi
|                | 2008  | 2013   | 2018   |
| -------------- | ----- | ------ | ------ |
| Commune        | 5,9 % | 7,1 %  | 8,9 %  |
| Département    | 8,4 % | 10,2 % | 10,3 % |
| France entière | 8,3 % | 10 %   | 10 %   |

En 2018, la population âgée de 15 à 64 ans s'élève à 830 personnes, parmi lesquelles on compte 79 % d'actifs (70,2 % ayant un emploi et 8,9 % de chômeurs) et 21 % d'inactifs,. Depuis 2008, le taux de chômage communal (au sens du recensement) des 15-64 ans est inférieur à celui de la France et du département.
La commune fait partie de la couronne de l'aire d'attraction de Toulouse, du fait qu'au moins 15 % des actifs travaillent dans le pôle,. Elle compte 185 emplois en 2018, contre 213 en 2013 et 180 en 2008. Le nombre d'actifs ayant un emploi résidant dans la commune est de 589, soit un indicateur de concentration d'emploi de 31,4 % et un taux d'activité parmi les 15 ans ou plus de 64,1 %.
Sur ces 589 actifs de 15 ans ou plus ayant un emploi, 108 travaillent dans la commune, soit 18 % des habitants. Pour se rendre au travail, 89 % des habitants utilisent un véhicule personnel ou de fonction à quatre roues, 3,1 % les transports en commun, 2,8 % s'y rendent en deux-roues, à vélo ou à pied et 5 % n'ont pas besoin de transport (travail au domicile).

### Activités hors agriculture

#### Secteurs d'activités
76 établissements sont implantés  à Mas-Grenier au 31 décembre 2019. Le tableau ci-dessous en détaille le nombre par secteur d'activité et compare les ratios avec ceux du département,.
| Secteur d'activité                                                                                        | Commune | Commune | Département |
| Secteur d'activité                                                                                        | Nombre  | %       | %           |
| --- | ------- | ------- | ----------- |
| Ensemble                                                                                                  | 76      |         |             |
| Industrie manufacturière, industries extractives et autres                                                | 10      | 13,2 %  | (9,6 %)     |
| Construction                                                                                              | 17      | 22,4 %  | (14,9 %)    |
| Commerce de gros et de détail, transports, hébergement et restauration                                    | 19      | 25 %    | (29,7 %)    |
| Information et communication                                                                              | 1       | 1,3 %   | (1,9 %)     |
| Activités immobilières                                                                                    | 4       | 5,3 %   | (3,3 %)     |
| Activités spécialisées, scientifiques et techniques et activités de services administratifs et de soutien | 15      | 19,7 %  | (14,1 %)    |
| Administration publique, enseignement, santé humaine et action sociale                                    | 7       | 9,2 %   | (13,6 %)    |
| Autres activités de services                                                                              | 3       | 3,9 %   | (9,3 %)     |

Le secteur du commerce de gros et de détail, des transports, de l'hébergement et de la restauration est prépondérant sur la commune puisqu'il représente 25 % du nombre total d'établissements de la commune (19 sur les 76 entreprises implantées  à Mas-Grenier), contre 29,7 % au niveau départemental.

#### Entreprises et commerces
Les quatre entreprises ayant leur siège social sur le territoire communal qui génèrent le plus de chiffre d'affaires en 2020 sont : 
- Turfplac SARL, services d'aménagement paysager (850 k€)
- EURL Butto Sebastien, travaux d'installation d'eau et de gaz en tous locaux (113 k€)
- T 3 Factory, commerce et réparation de motocycles (103 k€)
- Foncagri, ingénierie, études techniques (96 k€)

### Agriculture
La commune est dans les « Vallées et Terrasses », une petite région agricole occupant le centre et une bande d'est en ouest  du département de Tarn-et-Garonne. En 2020, l'orientation technico-économique de l'agriculture  sur la commune est la polyculture et/ou le polyélevage. 
|               | 1988  | 2000 | 2010 | 2020  |
| ------------- | ----- | ---- | ---- | ----- |
| Exploitations | 40    | 36   | 31   | 28    |
| SAU (ha)      | 1 188 | 940  | 961  | 1 172 |

Le nombre d'exploitations agricoles en activité et ayant leur siège dans la commune est passé de 40 lors du recensement agricole de 1988  à 36 en 2000 puis à 31 en 2010 et enfin à 28 en 2020, soit une baisse de 30 % en 32 ans. Le même mouvement est observé à l'échelle du département qui a perdu pendant cette période 57 % de ses exploitations,. La surface agricole utilisée sur la commune a également diminué, passant de 1 188 ha en 1988 à 1 172 ha en 2020. Parallèlement la surface agricole utilisée moyenne par exploitation a augmenté, passant de 30 à 42 ha.

## Galerie

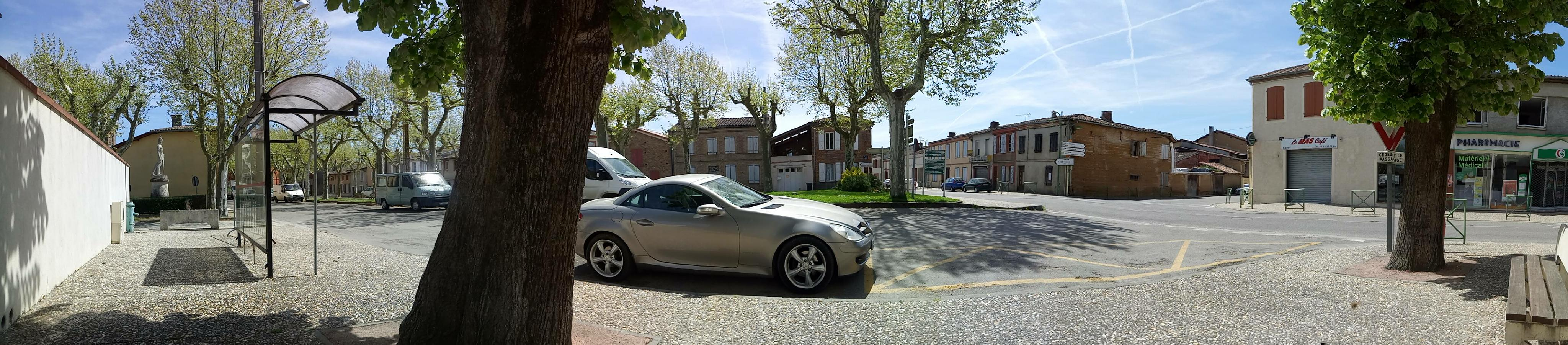
Le centre du village en avril 2018.
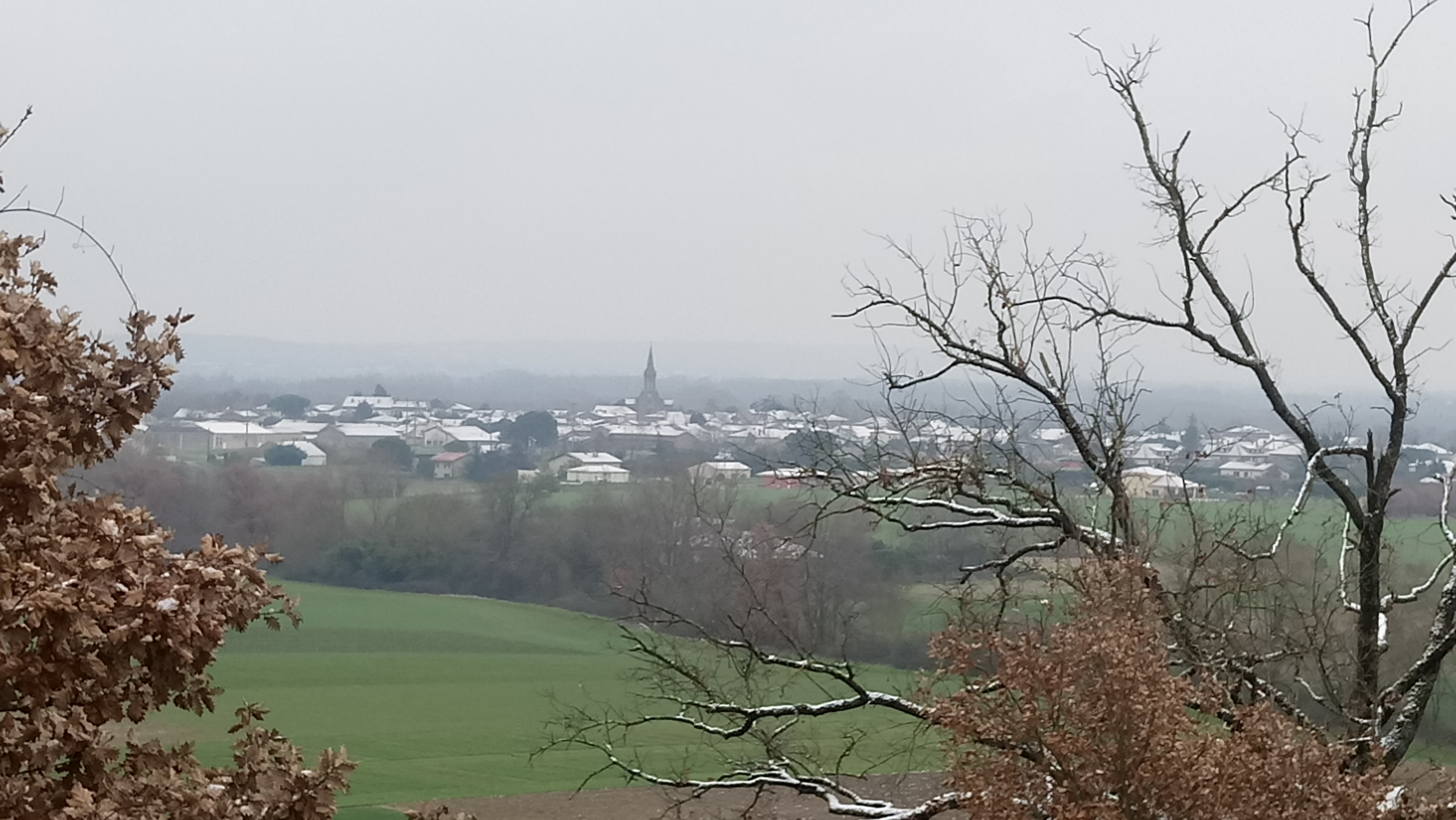
Vue sur le village en février 2018.
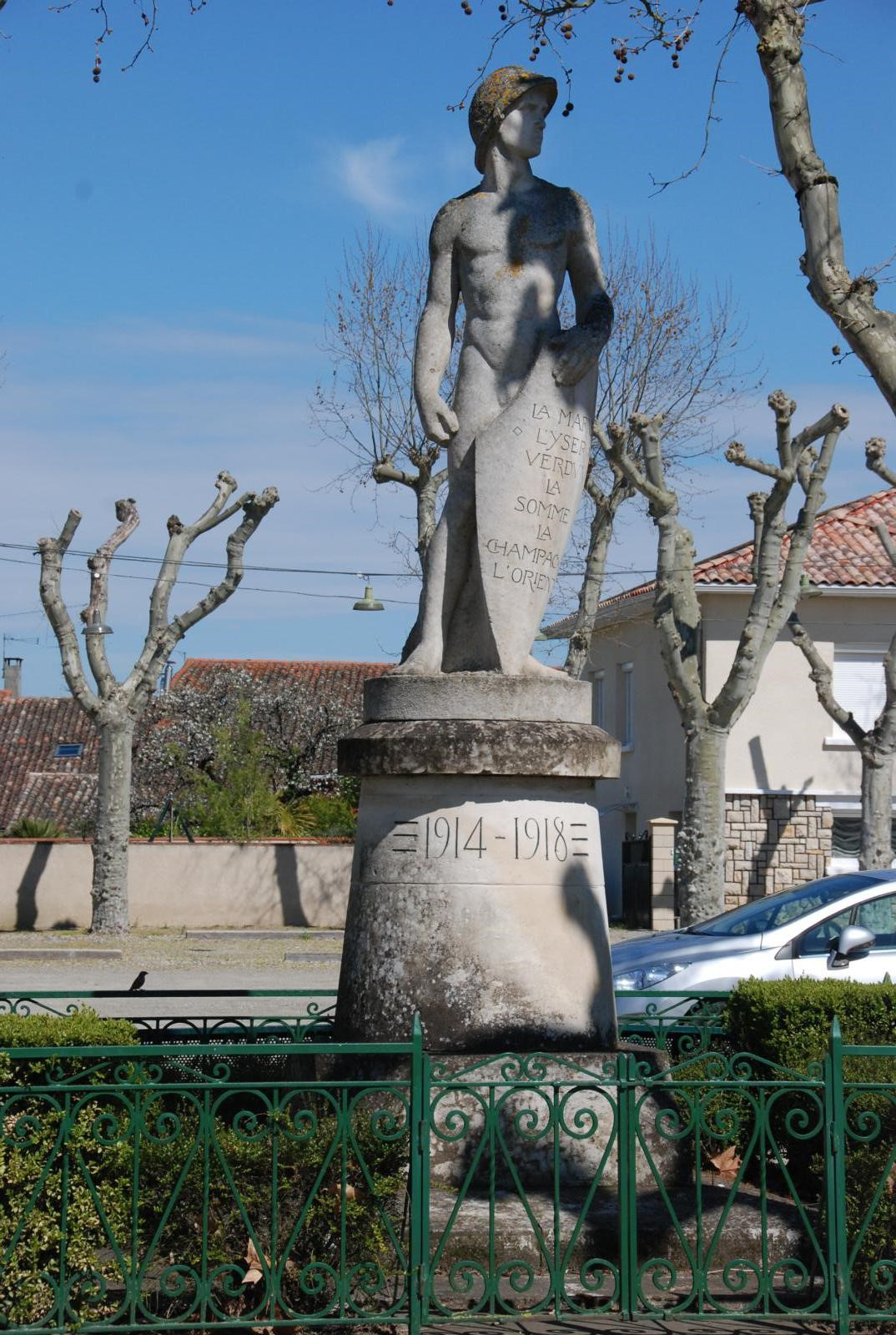
Le "Poilu" en octobre 2016
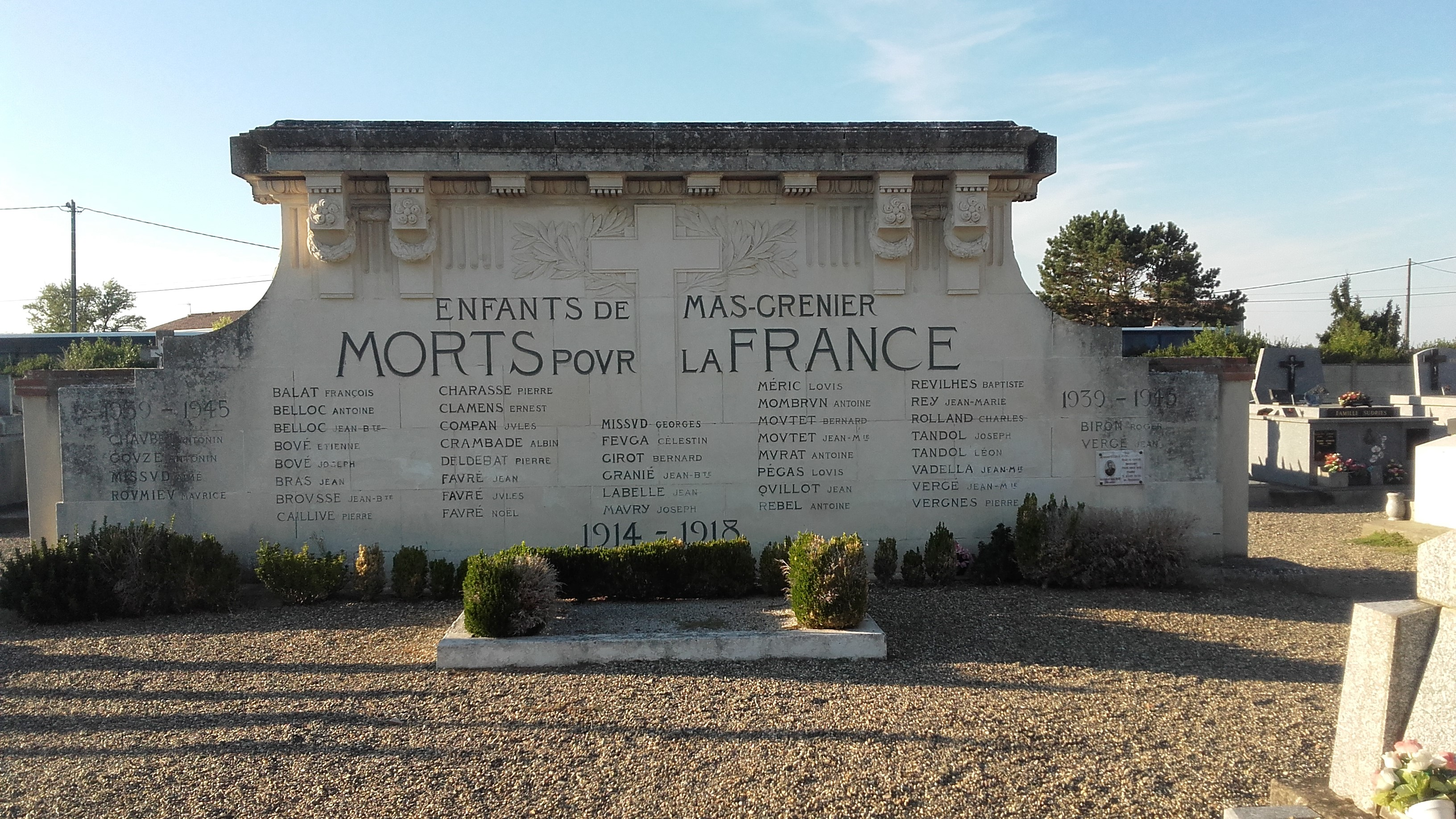
Le monument aux morts en octobre 2016.
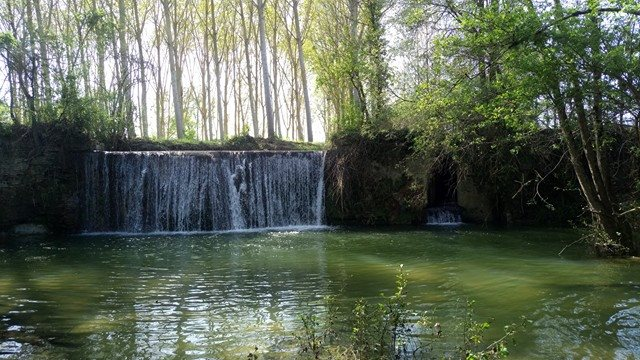
Barrage sur le Lambon en avril 2018.
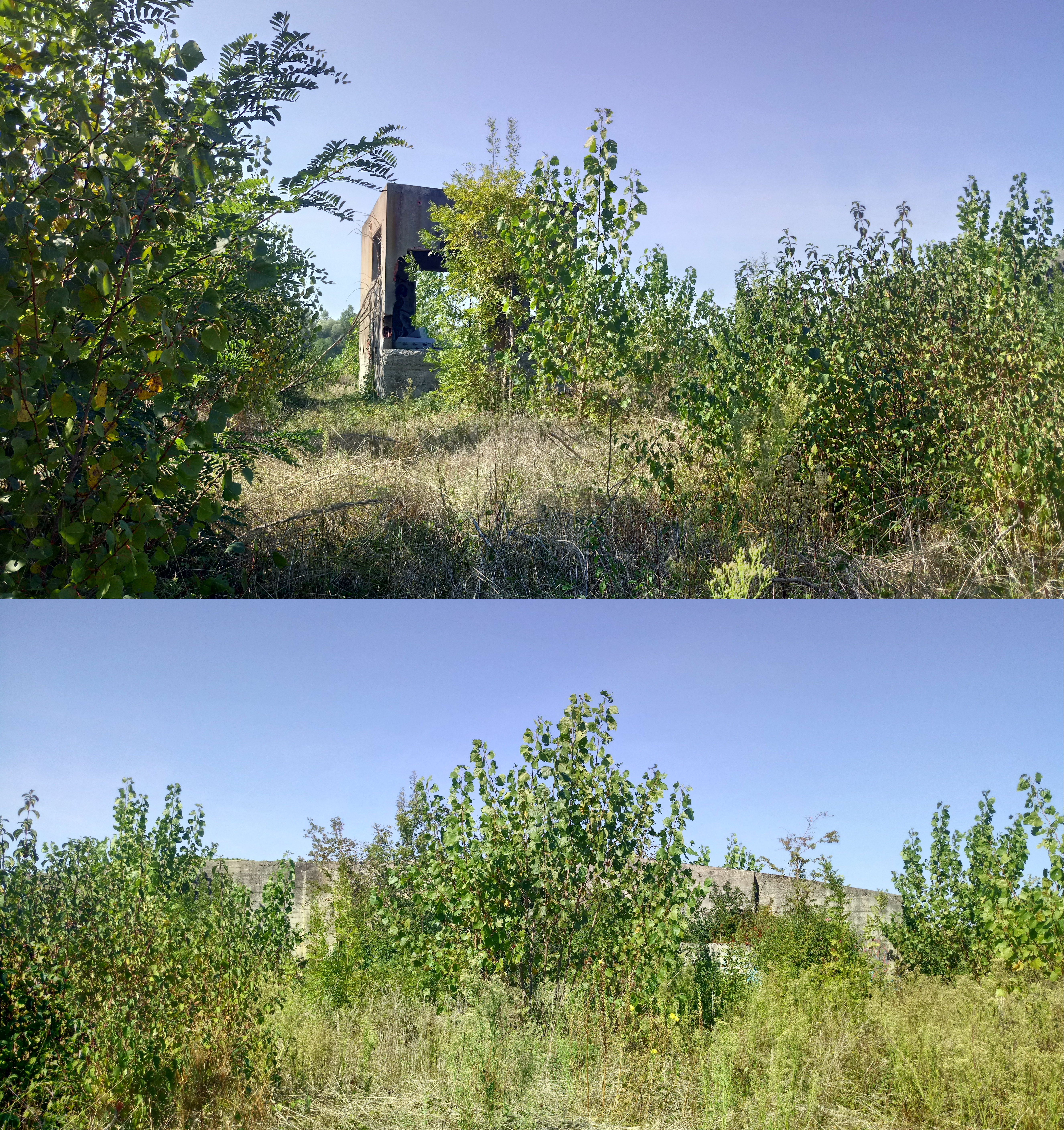
L'ancienne gravière en septembre 2018.

## Culture locale et patrimoine

### Lieux et monuments
- Église Saint-Jacques-le-Majeur de Mas-Grenier, construite entre 1876 et 1878, par l'architecte Gabriel Bréfeil - abbaye bénédictine Saint-Pierre.
- Un ancien temple (désaffecté).
- Monument aux morts (le poilu nu) d'inspiration pacifiste.
- Borne figurant les fleurs de lys et les clefs de l'abbaye Saint-Pierre.
- Jolie place avec « couverts » en plus ou moins bon état.
- Château de Frescaty (non visitable) avec une cave voutée MH.
- Un important tableau de Philippe de Champaigne (MH) hélas invisible.

### Personnalités liées à la commune
- Bénédictines de l'adoration perpétuelle du Très-Saint-Sacrement.
- Joseph-Étienne Projean (1752-1818), conventionnel, commissaire aux armées.
- Jean-Joseph Gay (1768-1849), homme politique né et mort à Mas-Grenier.
- Léon Rolland (1831-1912), sénateur.
- André Mottu (1886-1940), député.
- Ferdinand Augé (1881-1957), député.
- Didier Quillot (1959), entrepreneur.

### Héraldique
|  | - Les armes de Mas-Grenier se blasonnent ainsi : De gueules à la plane d'or, convexe, posée en pal, les poignées à dextre, accostée de deux coquilles d'argent et surmontée de trois fleurs de lis d'or rangées en chef. Le blason de la ville est constitué de : - fleur de lys marquant le passage du roi au village ; - coquille Saint-Jacques en référence à Saint Jacques, indiquant aux pèlerins le chemin de Saint-Jacques-de-Compostelle ; - plane utilisée par les charrons, chaisiers ainsi que les tonneliers. |

## Pour approfondir